# Exopalpus minor
Exopalpus minor är en tvåvingeart som först beskrevs av Charles Howard Curran 1925.  Exopalpus minor ingår i släktet Exopalpus och familjen parasitflugor. Inga underarter finns listade i Catalogue of Life.